# Evanochrysa infecta
Evanochrysa infecta är en insektsart som först beskrevs av Newman 1838.  Evanochrysa infecta ingår i släktet Evanochrysa och familjen guldögonsländor. Inga underarter finns listade i Catalogue of Life.